# كيفن ووكر (لاعب كرة قدم أمريكية)
كيفن ووكر (بالإنجليزية: Kevin Walker)‏ هو لاعب كرة قدم أمريكية أمريكي، ولد في 24 ديسمبر 1965 في بلدة دنفيل ‏ في الولايات المتحدة.

## وصلات خارجية
- كيفن ووكر على موقع مرجع كرة القدم المحترفة.كوم (الإنجليزية)